# Tobias Weis
Tobias Weis (Schwäbisch Hall, 30 juli 1985) is een Duits voetballer die bij voorkeur als middenvelder speelt. Hij verruilde in 2007 het tweede team van VfB Stuttgart voor het eerste van TSG 1899 Hoffenheim. Hij debuteerde in 2009 in het Duits voetbalelftal. Hoffenheim verhuurde Weis gedurende het seizoen 2014-2015 aan Vfl Bochum.

## Cluboverzicht
| Seizoen  | Club                  | Competitie    | Weds | Goals |
| -------- | --------------------- | ------------- | ---- | ----- |
| 2007-'08 | TSG 1899 Hoffenheim   | 2.Bundesliga  | 14   | 1     |
| 2008-'09 | TSG 1899 Hoffenheim   | Bundesliga    | 31   | 0     |
| 2009-'10 | TSG 1899 Hoffenheim   | Bundesliga    | 16   | 0     |
| 2010-'11 | TSG 1899 Hoffenheim   | Bundesliga    | 17   | 0     |
| 2011-'12 | TSG 1899 Hoffenheim   | Bundesliga    | 13   | 0     |
| 2012-'13 | TSG 1899 Hoffenheim   | Bundesliga    | 18   | 2     |
| 2013-'14 | TSG 1899 Hoffenheim   | Bundesliga    | 0    | 0     |
| 2013-'14 | → Eintracht Frankfurt | Bundesliga    | 4    | 0     |
| 2014-'15 | → Vfl Bochum          | 2. Bundesliga | 0    | 0     |
|          |                       | Totaal        | -    | -     |